# Фервак
Ферва́к (фр. Fervaques) — коммуна во Франции, находится в регионе Нижняя Нормандия. Департамент коммуны — Кальвадос. Входит в состав кантона Ливаро. Округ коммуны — Лизьё.
Код INSEE коммуны — 14265.

## Население
Население коммуны на 2010 год составляло 725 человек.
| 1962 | 1968 | 1975 | 1982 | 1990 | 1999 | 2010 |
| ---- | ---- | ---- | ---- | ---- | ---- | ---- |
| 602  | 555  | 549  | 510  | 551  | 646  | 725  |

## Экономика
В 2010 году среди 466 человек трудоспособного возраста (15—64 лет) 341 были экономически активными, 125 — неактивными (показатель активности — 73,2 %, в 1999 году было 70,8 %). Из 341 активных жителей работали 303 человека (165 мужчин и 138 женщин), безработных было 38 (22 мужчины и 16 женщин). Среди 125 неактивных 43 человека были учениками или студентами, 37 — пенсионерами, 45 были неактивными по другим причинам.